# ماركو كمب
ماركو كمب (بالإيطالية: Marko Kump)‏ مواليد 9 سبتمبر 1988، هو دراج سلوفيني في صنف سباق الدراجات على الطريق وعلى المضمار.

## روابط خارجية
- ماركو كمب على موقع الاتحاد الدولي للدراجات (الإنجليزية)
- ماركو كمب على موقع أرشيف الدراجات (الإنجليزية)
- ماركو كمب على موقع إحصائيات الدراجات الإحترافية (الإنجليزية)
- ماركو كمب على موقع نسبة الدراجات (الإنجليزية)
- ماركو كمب على موقع CycleBase (الإنجليزية)